# Hilter am Teutoburger Wald
Hilter am Teutoburger Wald település Németországban, azon belül Alsó-Szászország tartományban. Lakosainak száma 10 461 fő (2023. december 31.). Hilter am Teutoburger Wald Bad Laer, Dissen am Teutoburger Wald, Georgsmarienhütte, Bissendorf, Melle és Bad Rothenfelde községekkel határos.

## Népesség
A település népességének változása:
| Lakosok száma | 10 322 | 10 383 | 10 361 | 10 480 | 10 511 | 10 461 |
|               | 2016   | 2017   | 2019   | 2021   | 2022   | 2023   |